# Les filles ne savent pas nager
Les filles ne savent pas nager (dt.: Die Mädchen können nicht schwimmen) ist ein französisches Jugenddrama von Anne-Sophie Birot aus dem Jahr 2000.

## Handlung
Die 15-jährige Gwen lebt mit ihren Eltern in einem Dorf an der französischen Küste. Die Mutter ist Hausfrau, während der Vater als Fischer arbeitet, aufgrund eines Motorschadens an seinem Boot jedoch seine Arbeit aufgeben muss. Die Familie kann sich eine Reparatur nicht leisten und der Vater spricht zunehmend dem Alkohol zu. Zudem sorgt seine ständige Anwesenheit im Haus auch für Spannungen zwischen ihm, seiner Tochter und seiner Frau. Gwen hat Schulferien und verbringt die Zeit mit ihrer ersten großen Liebe Frédo. Sie treffen sich heimlich, schlafen zusammen und bleiben schon mal die Nacht weg. Die Kontrolle des Vaters führt zu Konflikten, zumal Gwens Rückzugsorte zunehmend weniger werden: Das Ferienhaus der Familie wird vermietet, das kaputte Boot verkauft und selbst der Vorgarten ihrer Wohnung ist plötzlich von Campern bewohnt, da die Familie Geld braucht.
Gwen fehlt ein weiterer vertrauter Pol ihrer Urlaubstage: Ihre beste Freundin Lise kann nicht wie jeden Sommer zu ihr kommen. Sie sagt Gwen telefonisch ab und bleibt mit ihr in Briefkontakt. Die Briefe sind immer noch voll kindlicher Liebesschwüre, auch wenn Gwen längst den Kinderschuhen entwachsen ist. Sie vermisst Lise, mit der sie einst sogar das Schwimmen gelernt hat. Sie ist überrascht, dass Lise nicht zu ihr kommen kann, weil sie angeblich mit ihrem Vater einen Ausflug in die Alpen unternimmt. Gwen weiß nicht, dass Lises Vater in Wirklichkeit vor kurzem bei einem Unfall in London gestorben ist. Er lebte seit zehn Jahren von der Familie getrennt und Lises Mutter untersagt ihren drei Töchtern, von ihm zu sprechen. Sie will nicht mehr um ihn trauern, wie sie es die letzten zehn Jahre getan hat. Lise wiederum ist verzweifelt, hat sie ihren Vater doch nie bewusst gekannt und fühlt dennoch Trauer, die sie nicht ausleben kann. Lise geht zur Beerdigung und feiert kurz darauf ihren 15. Geburtstag, der mit einer Anklage der Mutter endet, dass alle Töchter so aussähen wie der Vater. Lise fährt heimlich alleine zu Gwen, um bei ihr den Urlaub zu verbringen.
Gwen ist zunächst begeistert, erfährt dann jedoch wie der Rest der Familie, dass Lises Vater gestorben ist. Sie weiß nicht, wie sie sich Lise gegenüber verhalten soll. Gleichzeitig schätzt sie ihre Beziehung zu Frédo inzwischen als wichtiger ein als ihre Freundschaft zu Lise, die noch nie eine Beziehung hatte. Lise fühlt sich von Gwen im Stich gelassen und die Freundschaft kühlt ab. Lise reagiert zunehmend eifersüchtig. Als Gwen und Frédo heimlich in dem Zimmer miteinander schlafen, in dem auch Lise untergekommen ist, versucht diese zunächst, sich Gwen zu nähern. Als sie sie zurückstößt, schreit Lise, bis Gwens Eltern in der Tür stehen. Als Frédo geht, meint Lise, dass Gwen schon mit zahlreichen Jungen des Dorfes geschlafen habe – dies hatte sie im Gespräch mit anderen Jungen erfahren. Gwen bricht mit Lise und ist außer sich, als sich Frédo am nächsten Tag vor ihr trennt, weil sie ihn zu oft belogen habe. Lise will packen und wird von Gwens Vater Alain getröstet. Beide beginnen, sich zu küssen, doch weist Alain Lise ab. Die bleibt hartnäckig, wird dann wütend und stößt Alain die Treppe hinunter. Er erleidet einen Genickbruch und ist sofort tot. Als Gwen und ihre Mutter nach Hause kommen, finden sie den toten Alain auf. Lise meint zu Gwen, dass sie sich beide einfach ähnlich seien, und rennt die Dorfstraße hinunter.

## Produktion
Les filles ne savent pas nager wurde in Conflans-Sainte-Honorine sowie in Penmarch (Finistère) gedreht. Es war der erste Langfilm von Regisseurin Anne-Sophie Birot. Der Film erlebte am 4. September 2000 auf dem World Film Festival in Montréal seine Premiere und lief am 18. Oktober 2000 in den französischen Kinos an. In Deutschland ist der Film bisher (Stand: Oktober 2013) nicht veröffentlicht worden.

## Kritik
The Guardian befand, dass Regisseurin Anne-Sophie Birot bei ihrem Regiedebüt eine Besetzung dirigiere, die starke und kluge Leistungen abliefere. Die BBC nannte den Film eine „bewegende Geschichte um Jugendliebe und -verlangen“.

## Auszeichnungen
Auf dem Festival International Du Cinema Au Feminin wurde Pascal Elso 2000 als bester Darsteller ausgezeichnet, während Isild Le Besco und Karen Alyx den Preis als beste Darstellerin erhielten. Im Jahr 2001 gewann Isild Le Besco einen Étoile d’Or als beste Nachwuchsdarstellerin.